# Striodentalium chinensis
Striodentalium chinensis är en blötdjursart som beskrevs av Qi och Ma 1989. Striodentalium chinensis ingår i släktet Striodentalium och familjen Dentaliidae. Inga underarter finns listade i Catalogue of Life.